# LEW EL20
EL20 – lokomotywa elektryczna produkowana w latach 1983-1985 dla kolei przemysłowych. Wyprodukowano 72 elektrowozy przemysłowe wyeksportowane do radzieckich kolei przemysłowych. Elektrowozy dodatkowo prowadziły ciężkie pociągi towarowe wraz z silnikowymi wagonami towarowymi.